# Зноїле (Загорє-об-Саві)
Зноїле (словен. Znojile) — поселення в общині Загорє-об-Саві, Засавський регіон, Словенія. Висота над рівнем моря: 513,7 м.